# Đội tuyển bóng đá quốc gia Bắc Macedonia
Đội tuyển bóng đá quốc gia Bắc Macedonia (tiếng Anh: North Macedonia national football team, tiếng Macedonia: Фудбалска репрезентација на Македонија, Fudbalska reprezentacija na Makedonija, trước đây gọi là Đội tuyển bóng đá quốc gia Macedonia) đại diện cho Bắc Macedonia ở môn bóng đá nam quốc tế và được quản lý bởi Liên đoàn bóng đá Bắc Macedonia. Đội tuyển này thi đấu trên sân nhà của mình tại Toše Proeski Arena ở Skopje.
Bắc Macedonia đang thăng hoa trong làng bóng đá trong những năm gần đây, lọt đến Euro 2020 (giải đấu lớn đầu tiên của họ) và trận chung kết play-off vòng loại khu vực châu Âu của World Cup 2022 (sau khi đánh bại Ý tại Palermo).

## Thống kê

### World Cup
- 1930 đến 1990 – Không tham dự, là một phần của Nam Tư
- 1994 – Không tham dự
- 1998 đến 2022 – Không vượt qua vòng loại

### Giải vô địch châu Âu (UEFA Euro)
| Thành tích tại giải vô địch bóng đá châu Âu | Thành tích tại giải vô địch bóng đá châu Âu | Thành tích tại giải vô địch bóng đá châu Âu | Thành tích tại giải vô địch bóng đá châu Âu | Thành tích tại giải vô địch bóng đá châu Âu | Thành tích tại giải vô địch bóng đá châu Âu | Thành tích tại giải vô địch bóng đá châu Âu | Thành tích tại giải vô địch bóng đá châu Âu | Thành tích tại giải vô địch bóng đá châu Âu |
| Năm                                         | Vòng                                        | Vị trí                                      | ST                                          | T                                           | H                                           | B                                           | BT                                          | BB                                          |
| ------------------------------------------- | ------------------------------------------- | ------------------------------------------- | ------------------------------------------- | ------------------------------------------- | ------------------------------------------- | ------------------------------------------- | ------------------------------------------- | ------------------------------------------- |
| 1996                                        | Không vượt qua vòng loại                    | Không vượt qua vòng loại                    | Không vượt qua vòng loại                    | Không vượt qua vòng loại                    | Không vượt qua vòng loại                    | Không vượt qua vòng loại                    | Không vượt qua vòng loại                    | Không vượt qua vòng loại                    |
| 2000                                        | Không vượt qua vòng loại                    | Không vượt qua vòng loại                    | Không vượt qua vòng loại                    | Không vượt qua vòng loại                    | Không vượt qua vòng loại                    | Không vượt qua vòng loại                    | Không vượt qua vòng loại                    | Không vượt qua vòng loại                    |
| 2004                                        | Không vượt qua vòng loại                    | Không vượt qua vòng loại                    | Không vượt qua vòng loại                    | Không vượt qua vòng loại                    | Không vượt qua vòng loại                    | Không vượt qua vòng loại                    | Không vượt qua vòng loại                    | Không vượt qua vòng loại                    |
| 2008                                        | Không vượt qua vòng loại                    | Không vượt qua vòng loại                    | Không vượt qua vòng loại                    | Không vượt qua vòng loại                    | Không vượt qua vòng loại                    | Không vượt qua vòng loại                    | Không vượt qua vòng loại                    | Không vượt qua vòng loại                    |
| 2012                                        | Không vượt qua vòng loại                    | Không vượt qua vòng loại                    | Không vượt qua vòng loại                    | Không vượt qua vòng loại                    | Không vượt qua vòng loại                    | Không vượt qua vòng loại                    | Không vượt qua vòng loại                    | Không vượt qua vòng loại                    |
| 2016                                        | Không vượt qua vòng loại                    | Không vượt qua vòng loại                    | Không vượt qua vòng loại                    | Không vượt qua vòng loại                    | Không vượt qua vòng loại                    | Không vượt qua vòng loại                    | Không vượt qua vòng loại                    | Không vượt qua vòng loại                    |
| 2020                                        | Vòng 1                                      | 23/24                                       | 3                                           | 0                                           | 0                                           | 3                                           | 2                                           | 8                                           |
| 2024                                        | Không vượt qua vòng loại                    | Không vượt qua vòng loại                    | Không vượt qua vòng loại                    | Không vượt qua vòng loại                    | Không vượt qua vòng loại                    | Không vượt qua vòng loại                    | Không vượt qua vòng loại                    | Không vượt qua vòng loại                    |
| 2028                                        | Chưa xác định                               | Chưa xác định                               | Chưa xác định                               | Chưa xác định                               | Chưa xác định                               | Chưa xác định                               | Chưa xác định                               | Chưa xác định                               |
| 2032                                        | Chưa xác định                               | Chưa xác định                               | Chưa xác định                               | Chưa xác định                               | Chưa xác định                               | Chưa xác định                               | Chưa xác định                               | Chưa xác định                               |
| Tổng số                                     | Vòng 1                                      | Vòng 1                                      | 3                                           | 0                                           | 0                                           | 3                                           | 2                                           | 8                                           |

### UEFA Nations League
| Thành tích tại UEFA Nations League | Thành tích tại UEFA Nations League | Thành tích tại UEFA Nations League | Thành tích tại UEFA Nations League | Thành tích tại UEFA Nations League | Thành tích tại UEFA Nations League | Thành tích tại UEFA Nations League | Thành tích tại UEFA Nations League | Thành tích tại UEFA Nations League | Thành tích tại UEFA Nations League |
| Năm                                | Hạng                               | ST                                 | T                                  | H                                  | B                                  | BT                                 | BB                                 | Vị trí                             | Hạng                               |
| ---------------------------------- | ---------------------------------- | ---------------------------------- | ---------------------------------- | ---------------------------------- | ---------------------------------- | ---------------------------------- | ---------------------------------- | ---------------------------------- | ---------------------------------- |
| 2018–19                            | D                                  | 6                                  | 5                                  | 0                                  | 1                                  | 14                                 | 5                                  | 1/4                                | 41                                 |
| 2020–21                            | C                                  | 6                                  | 2                                  | 3                                  | 1                                  | 9                                  | 8                                  | 2/4                                | 40                                 |
| 2022–23                            | C                                  | 6                                  | 2                                  | 1                                  | 3                                  | 7                                  | 7                                  | 4/4                                | 42                                 |
| Tổng số                            |                                    | 18                                 | 9                                  | 4                                  | 5                                  | 30                                 | 20                                 |                                    |                                    |

## Cầu thủ

### Đội hình hiện tại
- Những cầu thủ sau được triệu tập tham dự trận đấu Vòng loại UEFA Euro 2024 với  Malta và trận giao hữu với  Quần đảo Faroe vào ngày 23 và 27 tháng 3 năm 2023.[4]
- Số lần khoác áo và số bàn thắng chính xác tính đến ngày 27 tháng 3 năm 2023, sau trận đấu với Quần đảo Faroe.[5][6]

| Số | VT | Cầu thủ                       | Ngày sinh (tuổi)  | Trận | Bàn | Câu lạc bộ            |
| -- | -- | ----------------------------- | ----------------- | ---- | --- | --------------------- |
| 1  | TM | Kristijan Naumovski           | 17 tháng 9, 1988  | 7    | 0   | Shkupi                |
| 22 | TM | Damjan Shishkovski            | 18 tháng 3, 1995  | 9    | 0   | Doxa                  |
| 26 | TM | Igor Aleksovski               | 24 tháng 2, 1995  | 1    | 0   | Rabotnichki           |
|    | TM | Stole Dimitrievski            | 25 tháng 12, 1993 | 60   | 0   | Rayo Vallecano        |
|    |    |                               |                   |      |     |                       |
| 2  | HV | Egzon Bejtulai                | 7 tháng 1, 1994   | 26   | 0   | Shkëndija             |
| 3  | HV | Stefan Ashkovski              | 24 tháng 2, 1992  | 20   | 0   | Lamia                 |
| 4  | HV | Kire Ristevski                | 22 tháng 10, 1990 | 59   | 0   | Pyunik                |
| 5  | HV | Vladica Brdarovski            | 7 tháng 2, 1990   | 8    | 0   | Shkupi                |
| 6  | HV | Bojan Dimoski                 | 23 tháng 11, 2001 | 3    | 0   | Akademija Pandev      |
| 8  | HV | Ezgjan Alioski                | 12 tháng 2, 1992  | 65   | 12  | Fenerbahçe            |
| 13 | HV | Stefan Ristovski (đội trưởng) | 12 tháng 2, 1992  | 80   | 2   | Dinamo Zagreb         |
| 14 | HV | Darko Velkovski               | 21 tháng 6, 1995  | 47   | 3   | Al-Ettifaq            |
| 15 | HV | Jovan Manev                   | 25 tháng 1, 2001  | 1    | 0   | Adana Demirspor       |
|    | HV | Visar Musliu                  | 13 tháng 11, 1994 | 50   | 1   | Ingolstadt 04         |
|    | HV | Gjoko Zajkov                  | 10 tháng 2, 1995  | 23   | 1   | Universitatea Craiova |
|    |    |                               |                   |      |     |                       |
| 7  | TV | Elif Elmas                    | 24 tháng 9, 1999  | 48   | 10  | Napoli                |
| 10 | TV | Enis Bardhi                   | 2 tháng 7, 1995   | 54   | 13  | Trabzonspor           |
| 11 | TV | Darko Churlinov               | 11 tháng 7, 2000  | 19   | 4   | Burnley               |
| 16 | TV | David Babunski                | 1 tháng 3, 1994   | 14   | 0   | Mezőkövesd            |
| 17 | TV | Valon Ethemi                  | 3 tháng 10, 1997  | 4    | 0   | İstanbulspor          |
| 18 | TV | Agon Elezi                    | 1 tháng 3, 2001   | 3    | 0   | Varaždin              |
| 21 | TV | Jani Atanasov                 | 31 tháng 10, 1999 | 6    | 0   | Cracovia              |
| 24 | TV | Davor Zdravkovski             | 29 tháng 3, 1998  | 0    | 0   | AEL                   |
|    | TV | Arijan Ademi                  | 29 tháng 5, 1991  | 28   | 4   | Bắc Kinh Quốc An      |
|    |    |                               |                   |      |     |                       |
| 9  | TĐ | Aleksandar Trajkovski         | 5 tháng 9, 1992   | 82   | 20  | Al-Fayha              |
| 19 | TĐ | Milan Ristovski               | 8 tháng 4, 1998   | 17   | 3   | Spartak Trnava        |
| 20 | TĐ | Bojan Miovski                 | 24 tháng 6, 1999  | 15   | 2   | Aberdeen              |
| 23 | TĐ | Ilija Nestorovski             | 12 tháng 3, 1990  | 50   | 10  | Udinese               |

### Triệu tập gần đây
Những cầu thủ sau đây đã được gọi vào đội trong vòng 12 tháng qua và vẫn sẵn sàng để lựa chọn.
| Vt | Cầu thủ               | Ngày sinh (tuổi)  | Số trận | Bt | Câu lạc bộ      | Lần cuối triệu tập                 |
| --- | --------------------- | ----------------- | ------- | -- | --------------- | ---------------------------------- |
| TM | Kostadin Zahov        | 8 tháng 11, 1987  | 1       | 0  | Shkëndija       | v. Ả Rập Xê Út, 22 October 2022    |
| TM | Dejan Iliev           | 25 tháng 2, 1995  | 1       | 0  | HJK             | v. Gibraltar, 12 June 2022         |
| |                       |                   |         |    |                 |                                    |
| HV | Todor Todoroski SUS   | 26 tháng 2, 1999  | 6       | 0  | Sumgayit        | v. Azerbaijan, 20 November 2022    |
| HV | Nikola Serafimov INJ  | 11 tháng 8, 1999  | 5       | 0  | Fehérvár        | v. Azerbaijan, 20 November 2022    |
| HV | Kristijan Toshevski   | 6 tháng 5, 1994   | 9       | 0  | Tirana          | v. Ả Rập Xê Út, 22 October 2022    |
| HV | Mario Mladenovski     | 16 tháng 9, 2000  | 2       | 0  | Shkupi          | v. Ả Rập Xê Út, 22 October 2022    |
| HV | Bojan Ilievski        | 1 tháng 9, 1999   | 1       | 0  | Makedonija G.P. | v. Ả Rập Xê Út, 22 October 2022    |
| HV | Zija Merxhani         | 22 tháng 10, 1995 | 1       | 0  | Struga          | v. Ả Rập Xê Út, 22 October 2022    |
| |                       |                   |         |    |                 |                                    |
| TV | Stefan Spirovski      | 23 tháng 8, 1990  | 55      | 1  | Pyunik          | v. Azerbaijan, 20 November 2022    |
| TV | Boban Nikolov         | 28 tháng 7, 1994  | 48      | 4  | FCSB            | v. Azerbaijan, 20 November 2022    |
| TV | Ferhan Hasani         | 18 tháng 6, 1990  | 43      | 2  | Shkëndija       | v. Ả Rập Xê Út, 22 October 2022    |
| TV | Ali Adem              | 1 tháng 6, 2000   | 1       | 0  | Shkupi          | v. Ả Rập Xê Út, 22 October 2022    |
| TV | Metodi Maksimov U21   | 20 tháng 8, 2002  | 1       | 0  | Shkëndija       | v. Ả Rập Xê Út, 22 October 2022    |
| TV | Ivan Nikolov U21      | 17 tháng 2, 2002  | 1       | 0  | Bregalnica      | v. Ả Rập Xê Út, 22 October 2022    |
| TV | Bunjamin Shabani      | 30 tháng 1, 1990  | 1       | 0  | Struga          | v. Ả Rập Xê Út, 22 October 2022    |
| TV | Enis Fazlagikj        | 27 tháng 3, 2000  | 1       | 0  | DAC 1904        | v. Bulgaria, 26 September 2022     |
| TV | Tomche Grozdanovski   | 14 tháng 3, 2000  | 1       | 0  | ViOn            | v. Gibraltar, 12 June 2022         |
| TV | Erdal Rakip           | 13 tháng 2, 1996  | 2       | 0  | Antalyaspor     | v. Bulgaria, 2 June 2022 WD        |
| |                       |                   |         |    |                 |                                    |
| TĐ | Dorian Babunski INJ   | 29 tháng 8, 1996  | 5       | 0  | Debrecen        | v. Malta, 23 March 2023 WD         |
| TĐ | Ljupcho Doriev INJ    | 13 tháng 9, 1995  | 7       | 0  | Shkëndija       | v. Azerbaijan, 20 November 2022    |
| TĐ | Martin Mirchevski     | 11 tháng 2, 1997  | 1       | 0  | TSC             | v. Azerbaijan, 20 November 2022    |
| TĐ | Besart Ibraimi        | 17 tháng 12, 1986 | 16      | 0  | Struga          | v. Ả Rập Xê Út, 22 October 2022    |
| TĐ | Vlatko Stojanovski    | 23 tháng 4, 1997  | 10      | 2  | Septemvri Sofia | v. Ả Rập Xê Út, 22 October 2022    |
| TĐ | Kristijan Trapanovski | 14 tháng 8, 1999  | 1       | 0  | Shkupi          | v. Ả Rập Xê Út, 22 October 2022    |
| TĐ | Martin Stojanov       | 3 tháng 5, 1999   | 0       | 0  | Septemvri Sofia | v. Ả Rập Xê Út, 22 October 2022 WD |
| Notes - INJ = Rút lui vì chấn thương - PRE = Đội hình sơ bộ / dự phòng - RET = Giã từ đội tuyển quốc gia - SUS = Đình chỉ phục vụ - U21 = Cầu thủ được triệu tập vào đội hình U-21. - WD = Cầu thủ rút lui khỏi đội. |                       |                   |         |    |                 |                                    |